# Goera prapatana
Goera prapatana är en nattsländeart som beskrevs av Malicky 1978. Goera prapatana ingår i släktet Goera och familjen grusrörsnattsländor. Inga underarter finns listade i Catalogue of Life.